# Рајзинг Сити (Небраска)
Рајзинг Сити (енгл. Rising City) град је у америчкој савезној држави Небраска.

## Демографија
По попису из 2010. године број становника је 374, што је 12 (-3,1%) становника мање него 2000. године.
| Група             | 2000.       | 2010.       |
| Белци             | 384 (99,5%) | 361 (96,5%) |
| Афроамериканци    | 0 (0,0%)    | 0 (0,0%)    |
| Азијати           | 0 (0,0%)    | 0 (0,0%)    |
| Хиспаноамериканци | 2 (0,5%)    | 12 (3,2%)   |
| Укупно            | 386         | 374         |